# Blue box

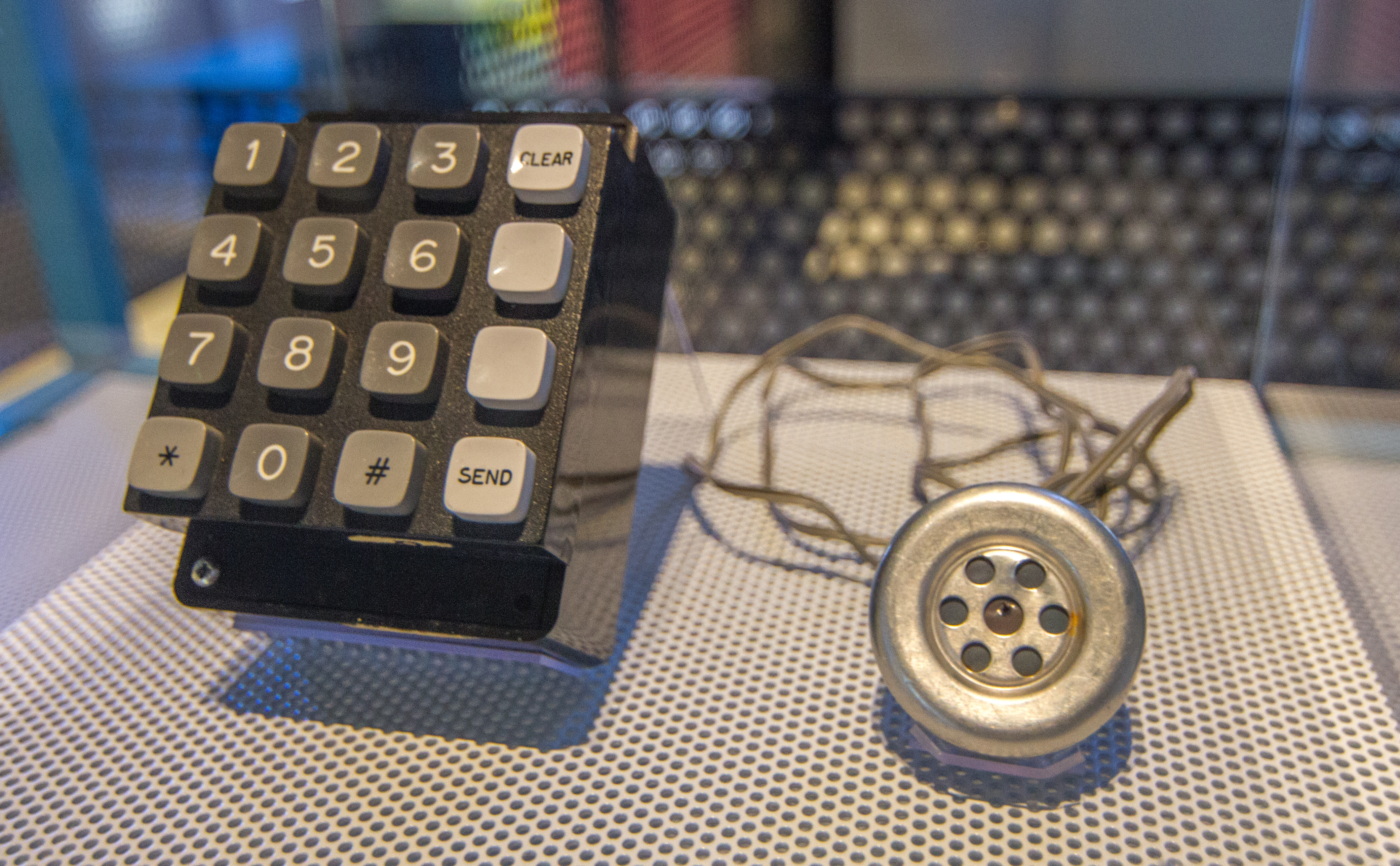
BlueBox Стивена Возняка,
Музей Powerhouse

Blue box (с англ. — «Синяя коробка») — электронное устройство (один из телефонных боксов), позволявшее абонентам путём нажатия на кнопки посылать в телефонную линию служебные сигналы, использовавшиеся операторами телефонной связи для управления процессом установления соединений на междугородних линиях. Первоначально устройства часто выполнялись в виде синей коробки, отсюда и произошло название.
Подобное устройство появилось в 1960-х — 1970-х годах и позволяло абонентам самостоятельно перенаправить собственные телефонные звонки, имитируя внутриканальную межстанционную сигнализацию. Данная сигнализация была разработана для использования между телефонными станциями для   управления процессом коммутации и не должна была использоваться конечными абонентами. Злоумышленники зачастую использовали устройства blue box для совершения бесплатных телефонных звонков, первоначально совершая звонки на Toll-free номера и тем самым вмешиваясь в работу удалённых коммутаторов для перенаправления звонков на произвольный номер.
Со временем была разработана сигнализация по общему каналу (CCS, Common Channel Signalling), в частности по протоколу ОКС7 (SS-7, CCITT Signalling System No. 7), и устройства типа blue box больше не могли быть использованы для влияния на межстанционную сигнализацию.

## История создания
В сентябре 1971 года Стивену Возняку, который к тому времени уже давно учился в университете, попалась на глаза статья в журнале «Esquire». В ней рассказывалось о неких «телефонных фриках», которые научились взламывать телефонные коды и совершать бесплатные звонки по всему миру. Возняк очень заинтересовался этой темой и тут же позвонил Стиву Джобсу. Внимательно изучив статью, они пришли к выводу, что всё описанное похоже на правду. Захват телефонной линии осуществлялся с помощью звуковой имитации тонального сигнала определённой частоты. Затем нужно было набрать номер, также через имитацию вызова в тональном режиме. Как оказалось, существовала целая субкультура фрикеров, занимающихся взломом телефонных сетей. Один из них, например, обладая абсолютным слухом и голосом, мог издавать звук нужной частоты без всяких дополнительных приспособлений. Другой, скрывавшийся под псевдонимом Капитан Кранч, обнаружил, что свистулька, которую производители вкладывали в упаковки с одноимёнными овсяными хлопьями («Cap’n Crunch»), может издавать звук нужной тональности, подходящей для захвата линии. Для последующего набора номера Кранч использовал самодельное устройство под названием «Blue box» («синяя коробочка»). Возняк и Джобс загорелись идеей изготовить такую «коробочку». Возняк хорошо представлял, как она должна быть устроена, однако первый изготовленный им аналоговый прототип оказался несовершенен и не выдавал надёжных тоновых сигналов. Тогда Возняк сделал полностью цифровое устройство, воспроизводившее частоты с необходимой точностью. Устройство заработало, и в дальнейшем Стив Возняк заявлял, что никогда больше за всю свою жизнь не изобретал ничего более остроумного и инновационного, чем эта цифровая «синяя коробка».
Сначала друзья развлекались, названивая в разные уголки мира и устраивая розыгрыши. Однажды Возняк дозвонился до Ватикана и, представившись Генри Киссинджером, попросил к телефону Папу. Вскоре Джобс осознал коммерческий потенциал их изобретения. Они организовали кустарное производство и успешные продажи «синих коробочек» среди студентов и местных жителей, хотя этот бизнес был незаконным и довольно рискованным. Сначала изготовление одной «коробки» обходилось Возняку примерно в 80 долларов, но затем он сделал печатную плату, позволявшую изготавливать сразу по 10-20 «коробок», и себестоимость одной штуки упала до 40 долларов. Готовые «коробочки» друзья продавали по 150 долларов за штуку, доход делили поровну. Всего они сделали и успели сбыть около сотни «коробок» и неплохо заработали. Бизнес было решено прекратить, как слишком рискованный, после того, как очередной потенциальный покупатель, угрожая пистолетом, отобрал у них устройство и скрылся. Вероятно, история с «синими коробками» убедила Джобса, что электроника может не только доставлять радость, но и приносить хороший доход. Эта же история заложила принципы их будущего сотрудничества: Возняк ради блага человечества создаёт очередное гениальное изобретение, а Джобс придумывает, как его лучше оформить и преподнести на рынке, чтобы хорошо заработать.

## Принцип действия
Blue box использовал особенность телефонных коммуникаций США 1970-х годов. Пользователь сначала набирает телефонный номер, обслуживаемый другой АТС. Звонок проходит через «домашнюю» АТС и «внешнюю» АТС. Когда идёт сигнал вызова, пользователь с помощью Blue box посылает тональный сигнал частотой 2600 Гц (или 2600 Гц и 2400 Гц при международных звонках). Этот сигнал является супервизорским, моделирующим состояние транка в состоянии отбоя по инициативе вызывающего абонента («абонент повесил трубку»). Послав такой сигнал, пользователь сообщает «внешней» АТС, что разговор закончен и линия свободна. Однако «домашняя» АТС этот сигнал игнорирует, полагая, что линия все ещё занята для звонка.
После сигнала 2600 Гц линия сбрасывается (supervision flash), после чего пользователь может с помощью Blue Box набрать либо новый телефонный номер, либо один из многочисленных внутренних номеров телефонной компании, предваряемые тоновым сигналом KP (key pulse). После завершения набора номера и двухтонового сигнала ST (start) АТС считает, что пользователь всё ещё пользуется старой линией, однако фактически пользователь звонит на совершенно другой номер. Существует два типа KP — KP1 (используется преимущественно для звонков внутри сети) и KP2 (для международных звонков).
АТС зарегистрирует только часть запроса, предшествующей сигналу 2600 Гц. Таким образом, пользователь мог бесплатно либо за существенно меньшую плату совершать междугородные и международные звонки.
Также существовали методики совершения транзитных звонков через АТС первоначально вызываемого абонента.

## Многочастотные сигналы для Blue box
| Operator (blue box) dialed MF frequencies |        |         |         |         |         |
|                                           | 800 Hz | 1000 Hz | 1200 Hz | 1400 Hz | 1600 Hz |
| 700 Hz                                    | 1      | 2       | 4       | 7       | 11/ST3  |
| 900 Hz                                    |        | 3       | 5       | 8       | 12/ST2  |
| 1100 Hz                                   |        |         | 6       | 9       | KP      |
| 1300 Hz                                   |        |         |         | 0/10    | KP/ST2  |
| 1500 Hz                                   |        |         |         |         | ST      |